# Resident Evil 2 (videogioco 2019)
Resident Evil 2, conosciuto in Giappone con il titolo di Biohazard RE:2 (バイオハザード RE:2?, Baiohazādo Āru Ī Tsū), è un videogioco survival horror sviluppato e pubblicato dalla casa di sviluppo giapponese Capcom per PlayStation 4, Xbox One e Microsoft Windows il 25 gennaio 2019. È il remake dell'omonimo titolo pubblicato nel 1998 per PlayStation.
La trama segue le vicende dell'agente di polizia Leon Scott Kennedy e della studentessa Claire Redfield, nel loro tentativo di fuga dalla città di Raccoon City, ormai sopraffatta dagli zombi.
Il gioco è stato premiato come "Ultimate Game of the Year" ai Golden Joystick Awards 2019.

## Trama

Logo della Umbrella Corporation, antagonista principale della serie

Gli avvenimenti si svolgono due mesi dopo quelli del primo capitolo, nel settembre del 1998 e qualche ora dopo quelli del terzo capitolo. Una fuga improvvisa del virus T dai laboratori sotterranei della Umbrella Corporation provoca un'epidemia ingestibile nella città sovrastante, Raccoon City. Quasi tutti i cittadini sono morti trasformati in zombi.
Claire Redfield, studentessa universitaria alla ricerca del fratello Chris scomparso dopo la missione sulle montagne Arkley nel primo capitolo, e Leon S. Kennedy, agente di polizia di Raccoon in viaggio verso il nuovo lavoro, si incontrano in un'area di servizio appena fuori dal centro abitato. La zona viene rapidamente invasa dai morti viventi e i due salgono a bordo di un'auto della polizia.
A Raccoon City si trovano immediatamente in pericolo e, separati da un'esplosione, decidono di ritrovarsi nella centrale di polizia (la RPD, Raccoon City Police Department), una zona che ritengono sicura. Claire e Leon prendono strade diverse e durante la loro fuga incontrano altri personaggi coinvolti nel disastro.

### Scenario di Claire
Una volta giunta nella centrale di polizia, Claire presto si rende conto che non è affatto il posto sicuro che pensava di trovare ma anzi uno dei più pericolosi nell'area urbana e che deve andarsene quanto prima. Giunta finalmente nell'ufficio S.T.A.R.S. dopo essersi fatta strada tra morti viventi e orripilanti creature, trova un sospetto messaggio in cui il fratello afferma di essere partito per l'Europa; la ragazza, su stesso suggerimento lasciato scritto da Leon in una nota, non lo attende come da accordi e cerca di lasciare subito la centrale: un agente ucciso proprio davanti a Claire, prima di morire le cede un foglio che rivela l'esistenza di un corridoio segreto che conduce direttamente alle fognature cittadine, aggirando l'orda di zombi per le strade. Laggiù salva una bambina smarrita, Sherry, dopo essere scampata a un violento scontro con un essere umano dalle sembianze mostruose. Riemerse insieme in superficie, nel parcheggio della centrale, vengono bloccati dal commissario Brian Irons, capo della RPD sopravvissuto nonché colluso con la Umbrella, il quale rapisce Sherry e la rinchiude nell'orfanotrofio cittadino tenendola in ostaggio e ricattando Claire. Ormai sul punto di farle del male, a seguito di un tentativo di fuga da parte della bambina, Irons viene infine ucciso in modo apparentemente intenzionale da quel terrificante essere incontrato poco prima da Claire.
Ricongiuntasi con Sherry, Claire torna nelle fogne ma viene attaccata dal Tyrant T-00 (Mr. X): ormai sul punto di essere entrambe braccate ed eliminate, l'essere mutante riappare alle spalle del Tyrant e lo squarcia in due. In seguito Claire precipita nei bassifondi di Raccoon City, dove perde nuovamente Sherry e incontra una misteriosa donna con camice bianco che sembra essere una scienziata: la donna dichiara di chiamarsi Annette, di essere la madre di Sherry e che il mostro che ha incontrato poco prima si chiama William. 
Separatasi da Annette, Claire attraversa le fogne e ritrova Sherry, scoprendo però che quest'ultima è stata infettata dal virus. Dopo aver messo fuori combattimento il mostro, Claire, su suggerimento di Annette, porta Sherry al laboratorio sotterraneo, dove può essere curata con un agente antivirale che annulla gli effetti del virus G. Una volta recuperato l'agente, Claire cerca di tornare da Sherry ma viene di nuovo attaccata da William, ma Annette gli spara una granata acida che stordisce "suo marito". 
L'uomo è stato vittima di un tentato assassinio da parte dei sicari Umbrella (U.S.S.) a causa della sua insubordinazione (visto che voleva rivendicare la proprietà del virus) ma, sopravvissuto all'attacco grazie al potente virus G, uccise gli stessi sicari, per poi far diffondere il virus a tutta la popolazione cittadina (tramite i ratti). Annette racconta inoltre a Claire di aver assistito inerte all'episodio di rigenerazione di William, ancora umano e vive quei momenti con rammarico: quello di non aver tentato di fermare suo marito quando forse era ancora possibile e ancor più quello di essere stata una madre assente e di aver sempre anteposto il suo lavoro al suo matrimonio e alla sua stessa figlia. 
William si rialza mentre Claire e Annette stanno parlando e ferisce gravemente la moglie. Claire lo sconfigge di nuovo e insieme ad Annette riesce a portare l'agente antivirale a Sherry e guarirla dall'infezione. Ma dopo la guarigione della figlia Annette sta per morire a causa delle gravi ferite riportate nello scontro con William, si scusa con la figlia per non essere stata una madre presente per lei e che le vorrà sempre bene. Si è però attivato il sistema di autodistruzione del laboratorio; Annette dice a Claire di salvare sua figlia e gli dà il chip per usare l'ascensore e scappare. Claire convince Sherry a lasciare sua madre, perché devono fuggire in fretta dal laboratorio prima che esploda. Dopo un altro scontro con William, ancora vivo, Claire e Sherry riescono infine a fuggire attivando un treno d'emergenza dove si ricongiungono con Leon.

### Scenario di Leon
Arrivato nella centrale di polizia, Leon apprende da Marvin Branagh, ultimo agente rimasto in vita, che è possibile fuggire attraverso un passaggio segreto che conduce nelle fogne della città. Attraversando il passaggio, scontrandosi strada facendo contro un William Birkin mutato ed estremamente aggressivo, raggiunge infine il parcheggio del dipartimento. Qui Leon, aggredito da un cane zombi, viene salvato da Ada Wong, un'agente FBI sotto copertura, incaricata di recuperare un campione di virus G. Deciso ad aiutarla, l'accompagna alle fogne ma sono inseguiti dal Tyrant T-00 (Mr. X), un'enorme creatura sviluppata dalla Umbrella con lo scopo di uccidere i sopravvissuti alla catastrofe. Arrivati a destinazione, i due si trovano dinanzi Annette Birkin. Annette spara dei colpi e uno di questi ferisce pesantemente Leon, scaraventatosi su Ada per proteggerla.

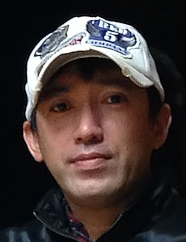
Shinji Mikami ha personalmente scritto lo scenario di Leon

La ragazza è costretta a continuare da sola e riesce a trovare Annette. La ricercatrice cerca infine di ucciderla, riuscendo soltanto a ferirla. Nel frattempo, il poliziotto riprende i sensi e si mette alla ricerca di Ada, ma nel farlo sarà costretto a riscontrarsi di nuovo con William. Sconfitto il mostro Leon ritrova Ada, la quale ha intanto appreso la posizione del campione di virus. La coppia si dirige ai laboratori della Umbrella tramite una funivia. Nel tragitto Ada, ferita alla gamba, convince Leon a trovare il virus per lei.
Leon esegue gli ordini e riesce a mettere le mani su un campione del virus G ma al ritorno deve di nuovo vedersela con William, ancora vivo. Durante lo scontro, Annette, intervenuta per fermare il marito, viene gravemente ferita dal mostro. Leon abbatte la creatura, ma in seguito Annette rivela che Ada sia in realtà una mercenaria, inviata per vendere il virus come arma biologica. Ada conferma la verità durante un confronto con Leon e Annette, ormai morente, le spara un colpo. Intanto si è attivata la sequenza di autodistruzione dei laboratori e un'esplosione fa sprofondare la spia da un ponte verso il fondo della struttura assieme al campione del virus G, scivolato dalle tasche di Leon mentre quest'ultimo cercava di salvare Ada dalla caduta.
Il poliziotto decide di proseguire cercando una via di fuga ma si ritrova inevitabilmente ad affrontare il Tyrant T-00 su un elevatore, venendo poi aiutato da Ada (sopravvissuta alla caduta). Una volta sconfitto il Tyrant, Leon riesce a salire sul treno di emergenza attivato da Claire e si ricongiunge con lei e Sherry.

### Epilogo
Claire, Sherry e Leon si incontrano sul treno ma la serenità viene presto interrotta da William, incredibilmente ancora vivo e ulteriormente mutato in un essere gigante che, attanagliato al treno, cerca di distruggerlo. Dopo un breve scontro con William, Leon salva Claire (o il contrario, dipendendo dalla scelta del personaggio fatta dal menù iniziale) in difficoltà contro la creatura, sganciando il vagone, lasciando così che il mostro venga raggiunto dall'esplosione generata dalla distruzione dell'intera struttura di ricerca sotterranea.
I tre sopravvissuti arrivano alle prime luci del mattino in una pianura fuori città e nel mezzo di una strada deserta si promettono di rimanere sempre uniti e di aiutarsi a vicenda qualora si rifaccia presente una situazione simile. Dopo il rifiuto da parte di un camionista di passaggio nel trasportarli, si incamminano via alla volta dell'alba.

## Modalità di gioco
Il gameplay generale non differisce dagli altri capitoli della serie. Il giocatore è libero di esplorare grandi aree, risolvere enigmi, sbloccare nuove stanze e sopravvivere ai nemici combattendoli quando è necessario. Gli avversari sono principalmente zombi umani, cani e vari mutanti. La linearità di gioco è alle volte interrotta incontrando un Tyrant, che appare in quasi tutte le aree a intervalli irregolari. Non essendoci possibilità di annientarlo, il giocatore è costretto a fuggire via. Certi nemici possono raggiungere il protagonista attraversando le porte delle altre stanze. Diversi tipi di combattimenti obbligatori e più impegnativi, rappresentavo la comparsa di un boss. L'abbattimento di questi ultimi è fondamentale per la riuscita del gioco. Per facilitare la sopravvivenza, il giocatore può trovare risorse come munizioni e medicazioni mentre è impegnato nella ricerca di elementi necessari per il prosieguo dell'avventura, come chiavi, emblemi o documenti.
Nonostante il gioco utilizzi lo stesso motore grafico di Resident Evil 7: Biohazard, Capcom non ha riutilizzato la visuale in prima persona, optando invece per quella introdotta con Resident Evil 4, una telecamera in terza persona definita "over the shoulder", collocata dietro le spalle del personaggio giocante. Diverso è il discorso sulla difficoltà base, differente dagli ultimi capitoli della serie  in quanto l'ambiente di gioco offre poche risorse per la sopravvivenza, gli sviluppatori hanno affermato che questa peculiarità esiste per spronare il giocatore a sopravvivere, evitando i combattimenti e risparmiando quante più risorse possibili.
Il personaggio giocante può trasportare solo una quantità limitata di armi e oggetti, per questo il mondo di gioco ripropone il baule portaoggetti, elemento utilizzato soprattutto nei primi giochi della saga. L'inventario del protagonista può essere ampliato con accessori reperibili durante la partita come le borse. Situazione analoga per le armi, alcune di esse possono essere migliorate con diversi componenti sparsi in giro. La torcia elettrica, uno degli strumenti indispensabili al giocatore, viene automaticamente equipaggiata nelle zone più buie del gioco.

L'indicatore della salute, mostrato sotto forma di elettrocardiogramma

L'indicatore della salute è mostrato sotto forma di elettrocardiogramma. A colori diversi corrispondono stati diversi della salute: verde indica lo stato normale, arancione indica che si sono subiti dei danni, rosso indica il pericolo di morte e viola indica l'avvelenamento. L'HUD può essere consultato dal menù di gioco ma, in casi gravi, è automaticamente mostrato al giocatore. Tale indicatore di salute era già stato utilizzato nel DLC Nessun eroe di Resident Evil 7: Biohazard.
Come il capitolo originale, Resident Evil 2 presenta due protagonisti: Leon S. Kennedy e Claire Redfield. Entrambi i personaggi hanno i loro rispettivi scenari che differiscono l'uno dall'altro per la posizione dei nemici, armi e personaggi secondari. Dopo aver completato la prima partita, il gioco sblocca una seconda avventura con il secondo personaggio non scelto in precedenza, chiamata "Nuova Partita 2", in cui il giocatore ad esempio, non deve risolvere tutti gli stessi problemi della prima partita. Il primo giocatore ha inoltre brevi episodi giocabili che forniscono ulteriori dettagli sui personaggi secondari incontrati nella storia. Il gioco presenta una lista di obiettivi, il compimento di questi sbloccherà premi speciali come bozzetti o modellini. Il completamento di una partita intera invece, conferirà al giocatore un grado grazie al quale potrà sbloccare armi o costumi speciali.
Resident Evil 2 presenta tre diversi livelli di difficoltà, denominate assistita (facile), standard (normale) e hardcore (difficile). La modalità assistita comporta un combattimento molto scorrevole e veloce oltre che la salute del personaggio auto-rigenerante. La modalità standard mostra nemici più resistenti e la necessità di curare il giocatore in caso di danni subiti. Il protagonista può salvare in qualsiasi momento con le prime due modalità, oltre al salvataggio automatico presente prima di un boss. Il livello hardcore, il più impegnativo, richiede l'utilizzo di nastri di inchiostro per il salvataggio, oltre che un maggiore numero di nemici, sempre più forti.

## Doppiaggio
Di seguito sono riportati i doppiatori che hanno prestato la voce ai personaggi del videogioco:
| Personaggio        | Doppiatore            |
| ------------------ | --------------------- |
| Leon Scott Kennedy | Alessandro Rigotti    |
| Claire Redfield    | Emanuela Pacotto      |
| Ada Wong           | Patrizia Scianca      |
| Sherry Birkin      | Tiziana Martello      |
| Marvin Branagh     | Mattia Bressan        |
| Brian Irons        | Pino Pirovano         |
| Annette Birkin     | Marcella Silvestri    |
| William Birkin     | Marco Benedetti       |
| Elliot Edward      | Massimo Di Benedetto  |
| Ben Bertolucci     | Luca Sandri           |
| Robert Kendo       | Gianluca Iacono       |
| Emma Kendo         | Valentina Pallavicino |
| Camionista         | Domenico Brioschi     |
| Hunk               | Roberto Palermo       |
| Nighthawk          | Maurizio Trombini     |
| Voce strutta NEST  | Francesca Perilli     |

Altre voci: Matteo De Mojana, Edoardo Lomazzi, Silvio Pandolfi, Alessandro Lussiana, Francesco Rizzi, Mario Nutarelli, Alessandro Zurla

## Sviluppo

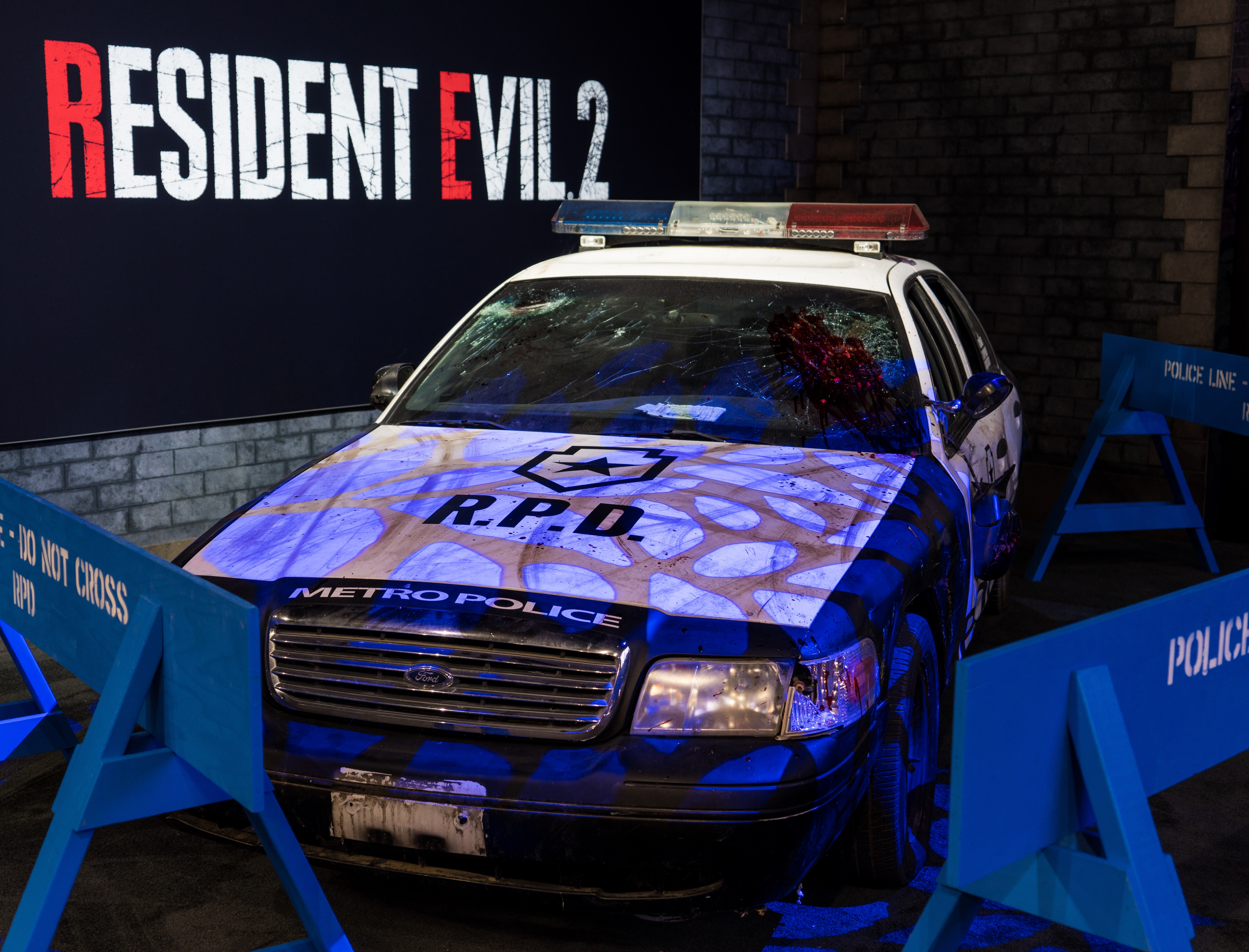
Una macchina della polizia di Raccoon City, posta nello stand promozionale del gioco all'E3 2018

L'originale Resident Evil 2 fu pubblicato per PlayStation nel 1998. Nel 2002, in seguito alla pubblicazione su Nintendo GameCube del remake del primo Resident Evil, Capcom considerò un remake per GameCube anche di Resident Evil 2, ma il creatore della serie, Shinji Mikami, bocciò l'idea per non ritardare la pubblicazione di Resident Evil 4. Hideki Kamiya, game director di Resident Evil 2, rivelò di aver più volte spinto Capcom a creare una nuova versione del gioco per anni, ma senza successo.
Nonostante le prime idee avessero trovato le basi già nel 2008, da parte di Jun Takeuchi (produttore di Resident Evil 5), solo nell'agosto del 2015, Capcom dichiarò di voler pubblicare un remake di Resident Evil 2. Yoshiaki Hirabayashi, produttore del nuovo progetto, ha pubblicato tramite canale You Tube ufficiale del videogioco un video in cui, con indosso una maglietta bianca con su scritto "WE DO IT" (si farà) affermava:

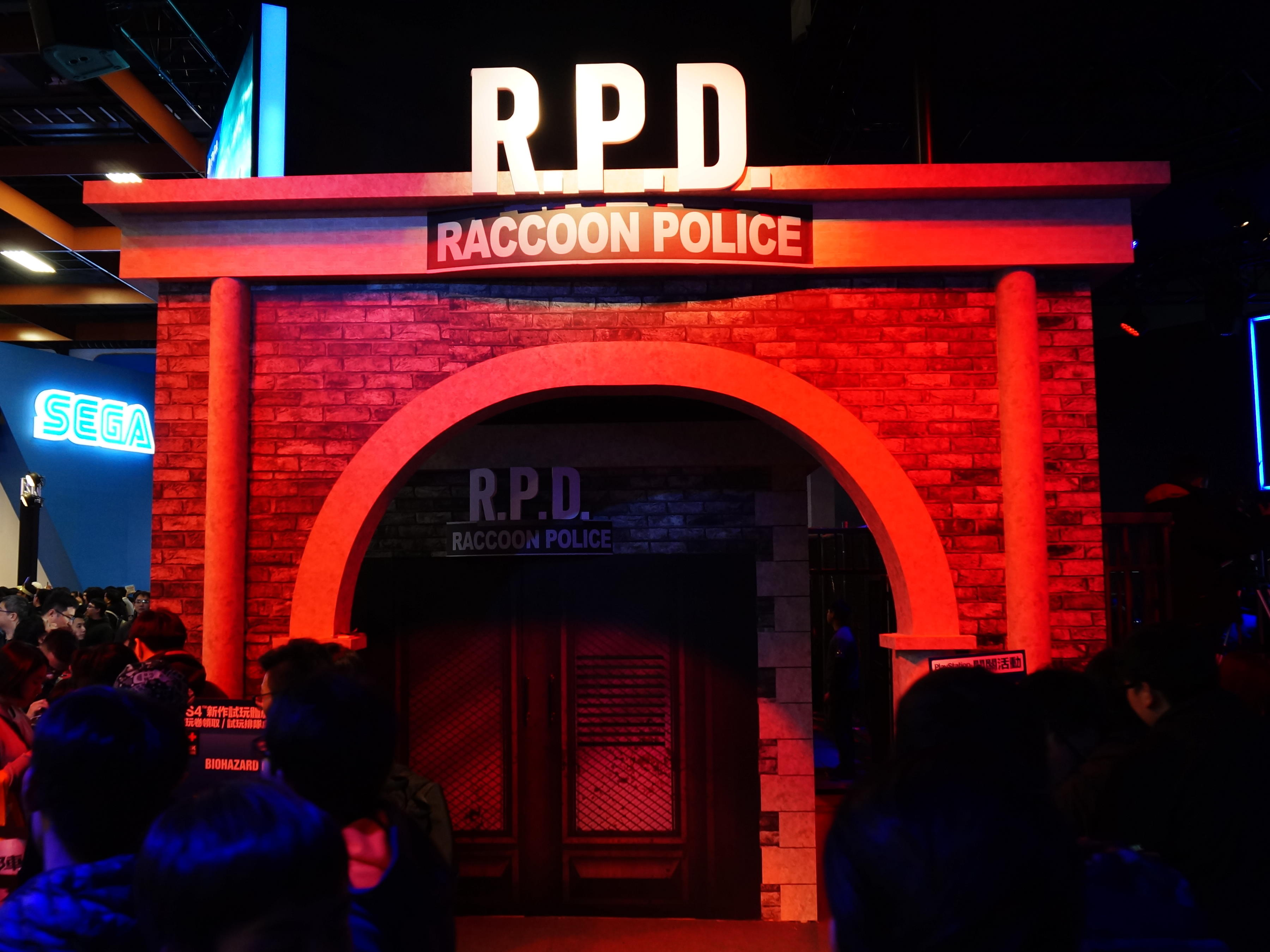
Stand del Taipei Game Show, 2019

Lo stesso Hirabayashi ha rivelato nel 2016 che i lavori procedevano positivamente e che il team si stava impegnando per catturare lo spirito dell'episodio originale, uscito su PlayStation; ha inoltre aggiunto che la retroazione ricevuta da Resident Evil 6, quindi il consenso raccolto, positivo o no, avrebbe avuto un peso decisionale sulla realizzazione del remake. L'11 giugno 2018, in occasione della conferenza di Sony all'E3 2018, sono stati mostrati trailer e filmati di gioco del suddetto remake, annunciandone l'uscita per PlayStation 4, Xbox One e Microsoft Windows prevista per il 25 gennaio 2019.
Il team di sviluppo era composto di circa 800 sviluppatori, 200 in più di quelli riuniti per Resident Evil 6. Per soddisfare le aspettative moderne, il team ha cercato di rendere il remake molto più realistico; per esempio, il protagonista Leon non indossa più le grandi spalline, aggiunte per caratterizzare il suo modello low poly. Sebbene Capcom abbia spinto per renderlo un gioco più "moderno e accessibile", non ha abbandonato la prevalenza dell'orrore sull'azione, per mantenere la classica sensazione di claustrofobia. Il gioco utilizza il RE Engine, stesso motore di gioco utilizzato per Resident Evil 7, il quale ha permesso a Capcom di modernizzare il gameplay. Il produttore Tsuyoshi Kanda ha riconosciuto le difficoltà nel rendere gli zombi spaventosi, in quanto dopo la pubblicazione del primo capitolo nel 1996, sono divenuti elementi dell'horror molto comuni, anche a livello generale. Rimuovendo la telecamera fissa e le angolazioni impostate, il team ha dovuto utilizzare diversi mezzi per nascondere i nemici, usando elementi come l'architettura delle stanze, luci e fumo. La nuova visuale ha un impatto anche a livello di design sonoro, in quanto i suoni provengono da più sorgenti.
La produzione audio è avvenuta in una cabina all'interno del dipartimento R&D di Capcom. Tutti il comparto sonoro è stato creato mediante registrazione binaurale. La tecnologia usata per lo sviluppo è la Dolby Atmos surround con audio multicanale 7.1. Proprio come Resident Evil 7, l'audio può essere ascoltato a 360 gradi.
Le facce dei personaggi sono basate su scansioni di persone reali. Leon S. Kennedy è basato sul modello Eduard Badaluta, Claire Redfield è basata sulla modella Jordan McEwen e Marvin Branagh è tratto dal produttore musicale Patrick Levar.
L'11 gennaio è stata pubblicata una demo del gioco per PC, PlayStation 4 e Xbox One chiamata Resident Evil 2 1-Shot Demo, disponibile per tutti i giocatori fino al 31 gennaio. La demo consente di giocare per un massimo di 30 minuti sullo stesso account, dopodiché, allo scadere del timer, si potrà visionare un nuovo trailer del gioco.

## Accoglienza
| Testata                        | Versione | Giudizio |
| ------------------------------ | -------- | -------- |
| Metacritic (media al 7-7-2024) | PC       | 89/100   |
| Metacritic (media al 7-7-2024) | PS4      | 91/100   |
| Metacritic (media al 7-7-2024) | XONE     | 93/100   |
| Destructoid                    | -        | 9/10     |
| EGM                            | -        | 9,5/10   |
| Eurogamer                      | -        | 4,5/5    |
| Famitsū                        | -        | 37/40    |
| Game Informer                  | -        | 9,5/10   |
| Gamereactor                    | -        | 9/10     |
| Game Revolution                | -        | 5/5      |
| GameSpot                       | -        | 9/10     |
| IGN                            | -        | 9,0/10   |
| The Daily Telegraph            | -        | 5/5      |
| The Guardian                   | -        | 5/5      |
| Everyeye.it                    | -        | 9/10     |
| Multiplayer.it                 | -        | 9/10     |

Dopo la sua presentazione all'Electronic Entertainment Expo 2018, Resident Evil 2 ha vinto il premio "Best of Show" (Miglior gioco della fiera) da parte dei "Game Critics Awards". La demo 1-shot ha ricevuto oltre 4,7 milioni di download a livello mondiale.
Resident Evil 2 ha ricevuto il "consenso universale" secondo Metacritic.
Game Informer ha scritto che: «Resident Evil 2 non è semplicemente fantastico, si svolge bene, e ti scaraventa in una serie di incontri oscuri, che sono totalmente emozionanti». The Guardian lo ha descritto come: «un ricordo su come meravigliosamente venivano creati i survival horror ai tempi d'oro». The Daily Telegraph lo vede come: «eccitante ritorno al patrimonio originale del 1998».
IGN ha inizialmente conferito al gioco un punteggio di 8.8 nella sua recensione, per poi aumentarlo a 9.0 dopo aver scoperto la partita alternativa, che presenta la storia principale sotto il punto di vista dell'altro personaggio. La recensione afferma che: «Capcom ha fatto un lavoro fantastico resuscitando tutte le parti migliori del classico Resident Evil 2 e farle sembrare, sentire e provare come un gioco del 2019».
Destructoid lo definisce: «un marchio di eccellenza: potrebbero esserci dei difetti, ma sono trascurabili e non causeranno danni ingenti». Eurogamer lo descrive come: «una reinvenzione magistrale di un classico moderno». Polygon ha scritto che Resident Evil 2 mette in mostra «il meglio del survival horror", anche Kotaku lo ha elogiato similmente, affermando che: «offre alcuni dei migliori momenti del franchise». GameSpot ha dichiarato che con Resident Evil 2: «il classico franchise survival horror abbraccia il suo passato in un modo nuovo ed eccitante».
Il sito web italiano Everyeye.it loda il gioco scrivendo che: «con Resident Evil 2, Capcom si era prefissata un obiettivo tanto preciso quanto ambizioso: prendere uno dei più grandi classici dell’horror e riportarlo nel presente, con un remake che rispettasse le memorie dei fan e al contempo proponesse soluzioni ludiche attuali». Mentre la rivista Multiplayer.it scrive: «Resident Evil 2 è un remake eccellente, capace di rispettare l'opera originale ma al contempo reinventarla, adottando soluzioni intelligenti ed efficaci al fine di riprodurre il peculiare mix di controlli e tensione che ha reso celebre il filone dei survival horror alla fine degli anni '90».

### Vendite
Il gioco ha venduto 3 milioni di copie in tutto il mondo nella prima settimana di pubblicazione, per poi raggiungere la quota di 4 milioni nel primo mese. È divenuto il secondo più grande lancio di Capcom su Steam, dopo Monster Hunter: World. Con 252 848 copie vendute, ha esordito al secondo posto nelle classifiche di vendita giapponesi, dopo Kingdom Hearts III. In Italia, è stato il gioco più venduto nella quarta settimana del 2019.
A livello di copie fisiche invece, è stato in cima alle classifiche del Regno Unito ed è il maggiore lancio britannico di Capcom dalla pubblicazione di Resident Evil 7: Biohazard. Resident Evil 2 è stato il miglior gioco venduto nel Regno Unito nel mese di gennaio 2019, nonostante sia stato disponibile solo per due giorni. Nella seconda settimana è poi passato al secondo posto, sotto la nuova uscita di Kingdom Hearts III.
Ad aprile 2020, le copie totali vendute ammontano a 6,5 milioni.

### Premi
| Anno | Award                            | Categoria                              | Risultato       | Riferimento          |
| ---- | -------------------------------- | -------------------------------------- | --------------- | -------------------- |
| 2018 | Game Critics Awards              | Best of Show                           | Vincitore/trice | [ 65 ]               |
| 2018 | Game Critics Awards              | Best Console Game                      | Candidato/a     | [ 65 ]               |
| 2018 | Game Critics Awards              | Best Action/Adventure Game             | Candidato/a     | [ 65 ]               |
| 2019 | Japan Game Awards                | Award for Excellence                   | Vincitore/trice | [ 66 ]               |
| 2019 | Golden Joystick Awards           | Best Audio                             | Vincitore/trice | [ 67 ] [ 68 ] [ 69 ] |
| 2019 | Golden Joystick Awards           | Ultimate Game of the Year              | Vincitore/trice | [ 67 ] [ 68 ] [ 69 ] |
| 2019 | Hollywood Music in Media Awards  | Original Song - Video Game ("Saudade") | Vincitore/trice | [ 70 ] [ 71 ]        |
| 2019 | The Game Awards 2019             | Game of the Year                       | Candidato/a     | [ 72 ]               |
| 2019 | The Game Awards 2019             | Best Game Direction                    | Candidato/a     | [ 72 ]               |
| 2019 | The Game Awards 2019             | Best Audio Design                      | Candidato/a     | [ 72 ]               |
| 2019 | The Game Awards 2019             | Best Action/Adventure Game             | Candidato/a     | [ 72 ]               |
| 2020 | Famitsū Dengeki Game Awards 2019 | Best Action Adventure Game             | Candidato/a     | [ 73 ]               |

## Adattamento cinematografico
La riduzione cinematografica più fedele al videogioco si prevede essere Resident Evil: Welcome to Raccoon City (2021), diretto da Johannes Roberts, tratto dal primo e secondo capitolo della saga videoludica. Rappresenta un riavvio della serie cinematografica originale di Paul W. S. Anderson dopo cinque anni. Gli interpreti del nuovo film sono Kaya Scodelario (Claire Redfield), Hannah John-Kamen (Jill Valentine), Robbie Amell (Chris Redfield), Avan Jogia (Leon Scott Kennedy), Holly De Barros (Sherry Birkin), Lily Gao (Ada Wong), Tom Hopper (Albert Wesker), Donal Logue (Brian Irons), Neal McDonough (William Birkin) e Janet Porter (Annette Birkin).